# Departamento de Cochinoca
Departamento de Cochinoca är en kommun i Argentina.   Den ligger i provinsen Jujuy, i den norra delen av landet, 1 500 km nordväst om huvudstaden Buenos Aires. Antalet invånare är 12 111. Arean är 7 837 kvadratkilometer.
Terrängen i Departamento de Cochinoca är bergig österut, men västerut är den kuperad.
Omgivningarna runt Departamento de Cochinoca är i huvudsak ett öppet busklandskap. Runt Departamento de Cochinoca är det mycket glesbefolkat, med 2 invånare per kvadratkilometer.